# Rider R-1
Il Rider R-1 "Suzy" è un aereo da competizione progettato e costruito per partecipare alle National Air Races statunitensi tenutesi negli anni trenta.

## Storia del progetto
Keith Rider, un nome destinato a diventare famoso nelle National Air Races degli anni trenta, costruì nei primi anni di quel decennio il suo primo velivolo da corsa, il B-1 (NR-10216) che portava il numero di gara 123 sui fianchi della fusoliera. Il maggiore John A. MacReady dell'U.S. Army Air Corps Reserve fu il pilota prescelto per le gare del 1930, ma durante il primo evento (800 cu. in. free-for-all), il piccolo velivolo perse un alettone e precipitò al suolo andando quasi completamente distrutto. Il pilota fortunatamente riportò solo lievi ferite, e Rider decise di realizzare per l'edizione del 1931 due diversi prototipi di una versione metallica dell'aereo, che ricevettero le sigle di R-1 e R-2. I due aerei furono terminati poco prima dell'inizio della competizione.

## Tecnica
Monoplano ad ala bassa, monomotore, di costruzione metallica, per competizione. La fusoliera monoscocca, costruita in tubi d'acciaio, era ricoperta con pannelli di alluminio. L'impennaggio di coda era del tipo classico monoderiva, dotato di piani orizzontali controventati, rivestiti in metallo, così come il timone. La configurazione alare era monoplana ad ala bassa con rivestimento metallico. Il carrello d'atterraggio era un triciclo posteriore semiretrattile, con le gambe principali non carenate che rientravano verso l'interno, dotato di pattino di coda.
Il singolo pilota era ospitato in una cabina di pilotaggio chiusa, posizionata dietro all'ala, e dotata di parabrezza anteriore appuntito.
La propulsione era affidata ad un motore linea Menasco B6S Buccaneer a 6 cilindri, raffreddati ad aria, erogante la potenza di 260 hp ed azionante un'elica bipala.

## Impiego operativo
Il Rider R-1 (R-51Y) venne acquistato dal San Francisco Racing Group che lo affidò al presidente Bob Clampett. Il pilota prese parte alla Los Angeles Air Fiesta del 1931 vincendo le gare "free-for-all" riservate ai velivoli 800 e 1350 cu. in. In vista delle National Air Races di quell'anno l'aereo fu affidato al pilota Ray Moore, che si impose nella categoria 800 cu. e si piazzò al secondo posto nella 1000 cu. in. L'R-1 prese parte, con l'adozione di alcune piccole modifiche, anche alle Nationals Air Races del 1932. Con il numero di gara 131, ed una finitura in alluminio lucido, l'aereo affidato nuovamente a Ray Moore vinse la categoria 800 cu. in. e si classificò al quarto posto nella 1000 cu. in. ed al settimo nella Shell Speed Dash. L'aereo corse anche nel Thompson Trophy, ma dovette ritirarsi al settimo giro, classificandosi all'ottavo ed ultimo posto.
Affidato a Moore l'aereo prese parte alle National Air Races del 1933 che si svolsero a Los Angeles, vincendo nella 550 cu. in., piazzandosi quarto nella 1000 cu. in. e vincendo nella Shell Speed Dash. In quell'anno prese parte alle International Air Races di Chicago, affidato a Steve Wittman. Il pilota arrivò quarto in una gara della categoria 550 cu. in. ritirandosi al quarto giro di un'altra 550 cu. in. per l'esplosione del serbatoio dell'olio.
Nel corso del 1934 l'aereo venne acquistato dal proprietario di un garage di Lemont, Illinois, Rudy Kling. Il parabrezza venne modificato rispetto a quello originale, e l'aereo, pur conservando il numero di gara 131, fu battezzato "San Franciscan". Affidato a Roger Don Rae prese parte alle National Air Races di quell'anno, classificandosi due volte al secondo posto nelle 550 cu. in. arrivò terzo nella Shell Speed Dash, due volte quinto nella 1000 cu. in. e nel Thompson Trophy. L'aereo ebbe un lieve incidente in fase di atterraggio, quando il carrello non uscì dall'alloggiamento, ed il velivolo riportò lievi danni all'elica e alla parte inferiore della fusoliera.
Nel 1936 il proprietario sottopose l'aereo ad alcuni lavori di modifica, la fusoliera fu ridipinta di blu con una striscia panna, ed il velivolo venne ribattezzato "Suzy". L'intero velivolo brillava sotto una finitura lucida, e le modifiche adottate comprendevano una nuova ogiva dell'elica e un abitacolo completamente chiuso. Durante le National Air Races di quell'anno Kling pilotò personalmente il velivolo, mentre Don Rae portò in gara il Keith Rider R-4. Kling si classificò secondo nella prima 550 cu. in. e quarto nella seconda.
L'aereo risultò 10 o 12 miglia più veloce che nel 1935, e Kling tentò di salvaguardare il propulsore dell'aereo in vista della successiva partecipazione al Thomson Trophy. Nella fase di atterraggio Joe Jacobson pilota del racer Howard "Mike" capottò l'aereo. Don Rae tentò di atterrare in maniera sicura tra l'aereo incidentato e le persone del pubblico, ma quando Kling provò lo stesso tentativo, trovò un'auto inserita nello spazio libero. L'R-1 "Suzy" colpì l'auto a destra andando completamente distrutto.

### Periodici
- (EN) Dennis Parks, Vintage Literature, in Vintage Aeroplane, vol. 19, n. 10, Oshkosh, EAA Antique Classic Division Inc., ottobre 1991.
- (EN) Dennis Parks, The French Caudron Racer C.460, in Vintage Aeroplane, vol. 19, n. 10, Oshkosh, EAA Antique Classic Division Inc., ottobre 1991.
- (EN) Dennis Parks, Vintage Literature, in Vintage Aeroplane, vol. 19, n. 12, Oshkosh, EAA Antique Classic Division Inc., dicembre 1991.
- (EN) VAA News, in Vintage Aeroplane, vol. 31, n. 2, Oshkosh, EAA Antique Classic Division Inc., febbraio 2003,  p. 2.
- (EN) Robert G. Elliot, A Silver Eagle, in Vintage Aeroplane, vol. 4, n. 10, Oshkosh, EAA Antique Classic Division Inc., dicembre 1996,  pp. 11-15.